# Val
Se llama val a los valles de fondo plano. 
Generalmente estos valles se han formado a partir de un valle fluvial en forma de V, en los que el arrastre de materiales ha provocado la acumulación de materiales y la formación de un fondo plano.
Este tipo de formación es típica de terrenos yesíferos.